# Amboise
Amboise är en kommun och stad i departementet Indre-et-Loire i regionen Centre-Val de Loire i de centrala delarna av Frankrike. Staden ligger i Loiredalen och har medeltida anor. År 2022 hade Amboise 13 132 invånare.
Amboise ha en kemisk industri. Staden växte upp kring slottet i Amboise som en tid var de franska kungarnas säte och som är ett populärt turistmål. Bland övriga byggnader märks kyrkan Saint Denis från 1100-talet. Leonardo da Vinci bodde 1516-1519 i ett litet lantslott alldeles utanför Amboise.
I Amboise mördades 1 200 protestanter år 1560, sedan deras sammansvärjning mot guiserna blivit upptäckt. Där slöts 19 mars 1563 mellan katoliker och hugenotter en fred, som tillerkände de senare en viss grad av religionsfrihet.

## Befolkningsutveckling
Antalet invånare i kommunen Amboise
Referens:INSEE

## Galleri

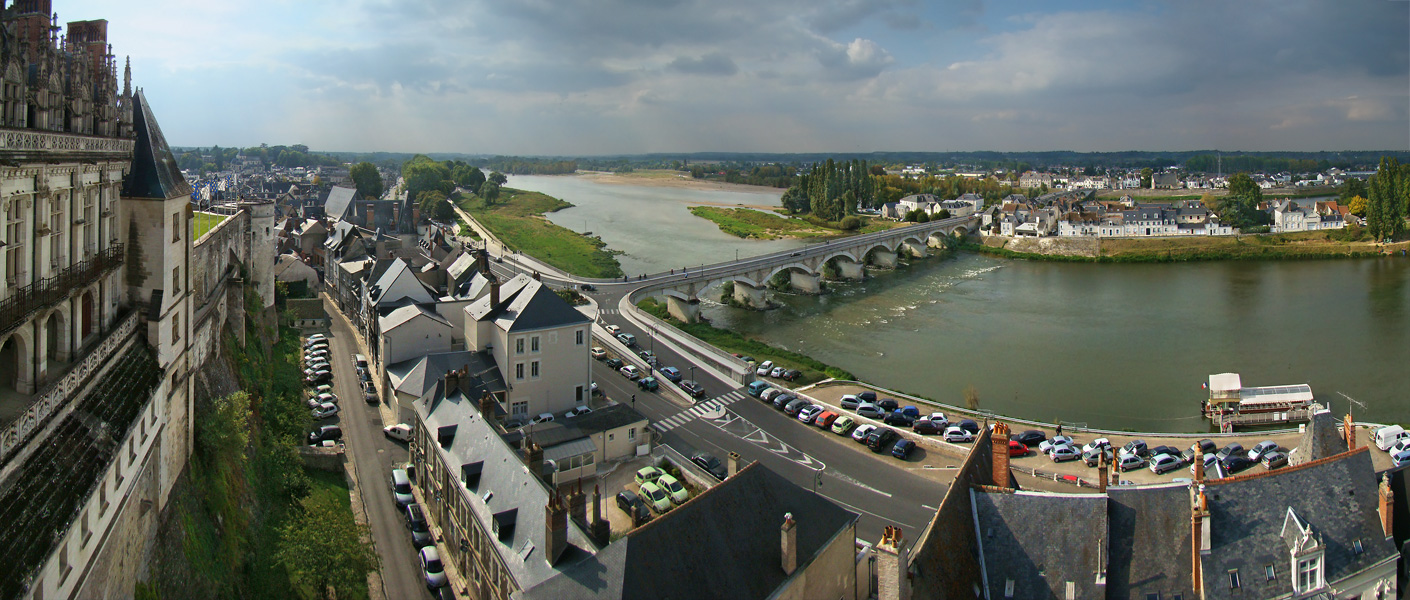
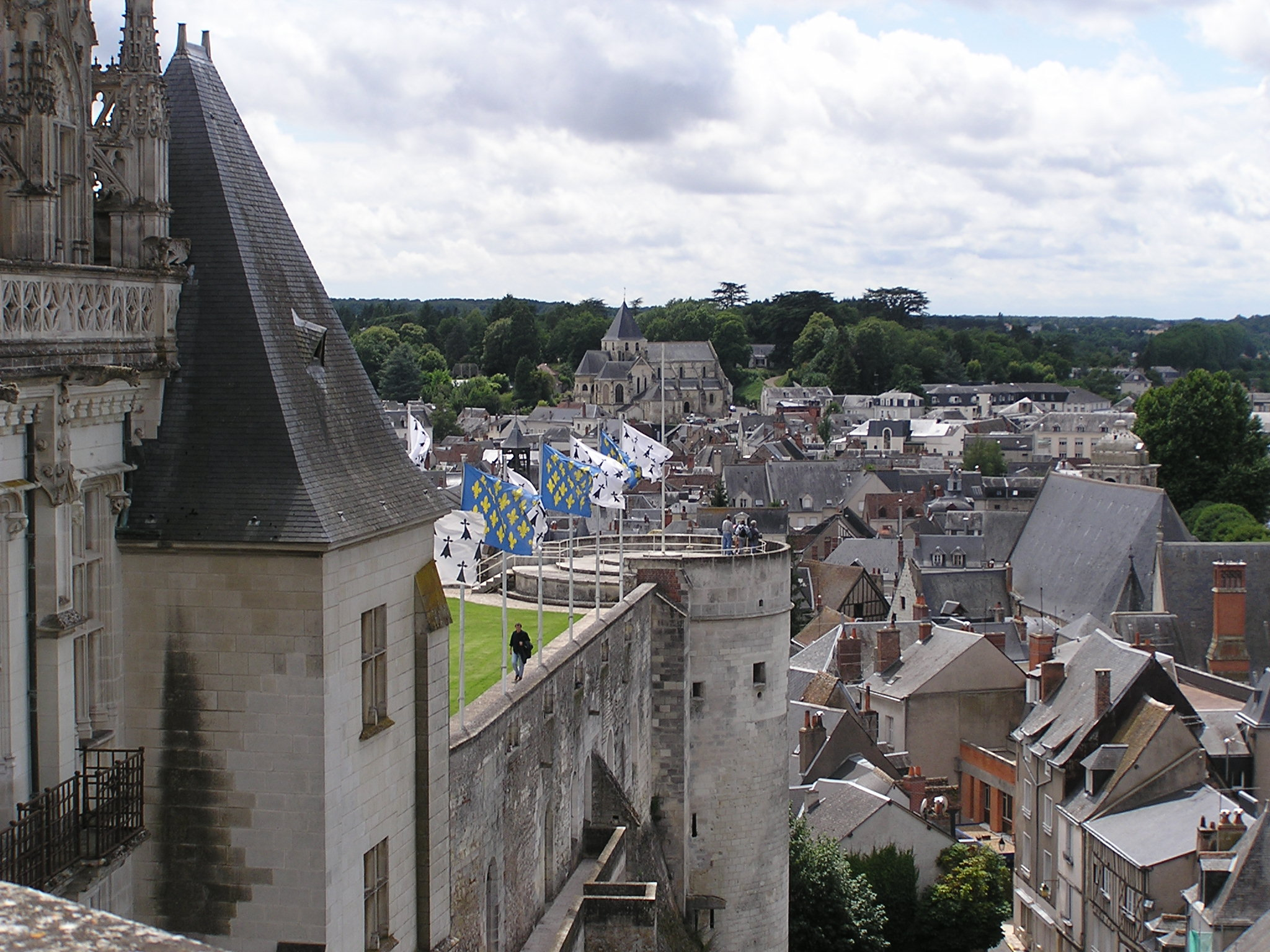
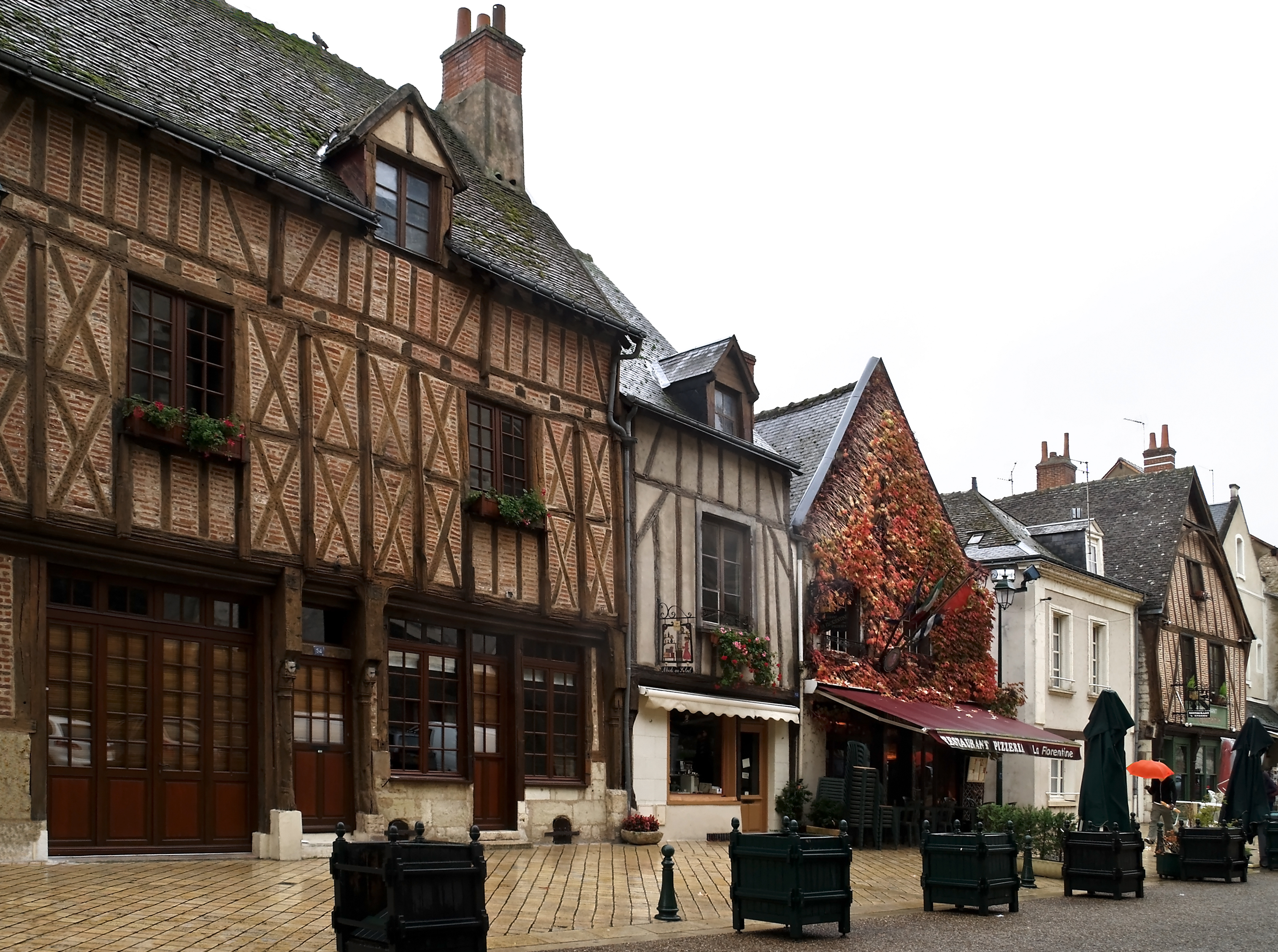
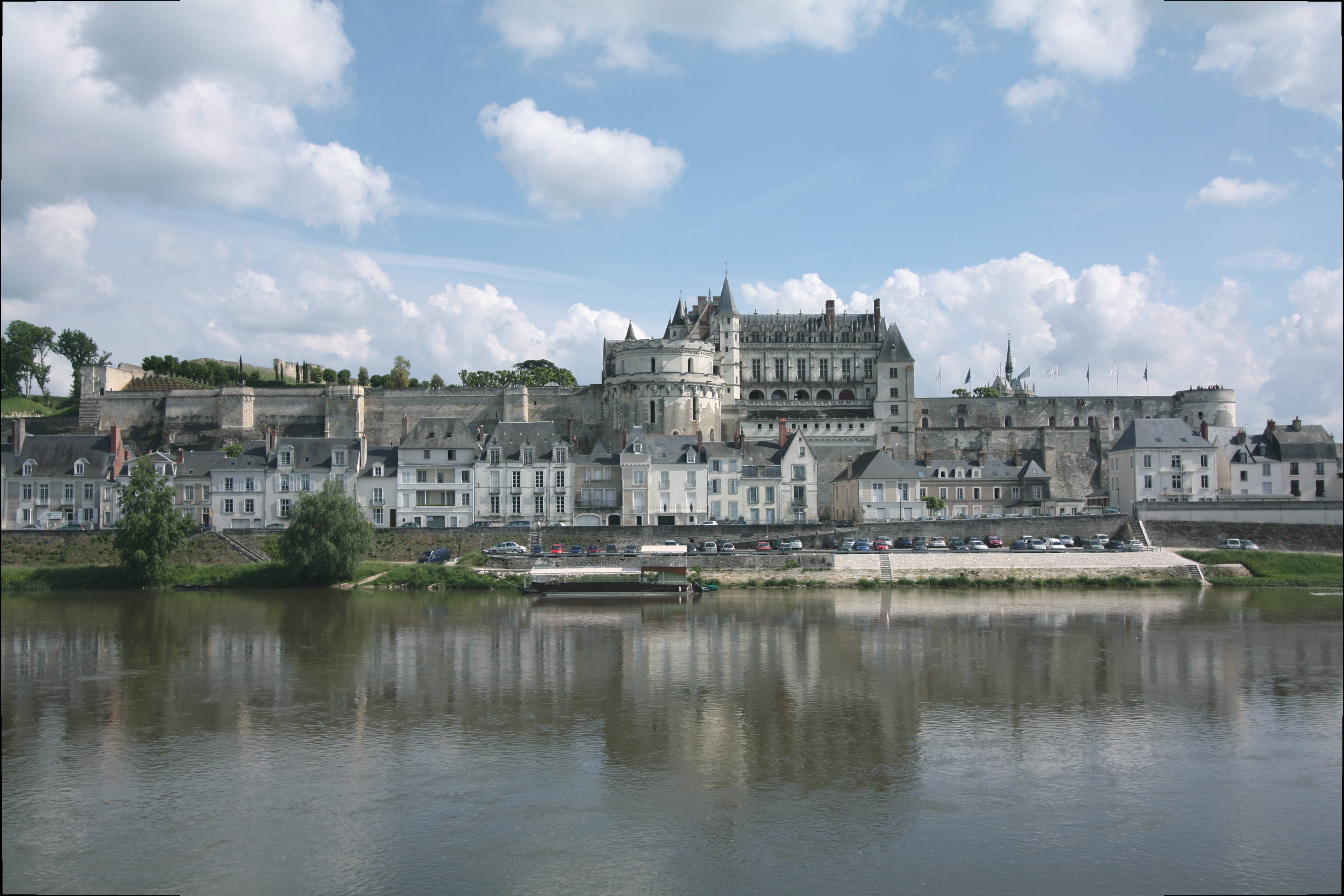
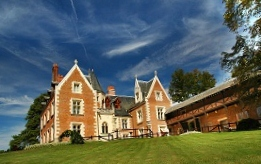
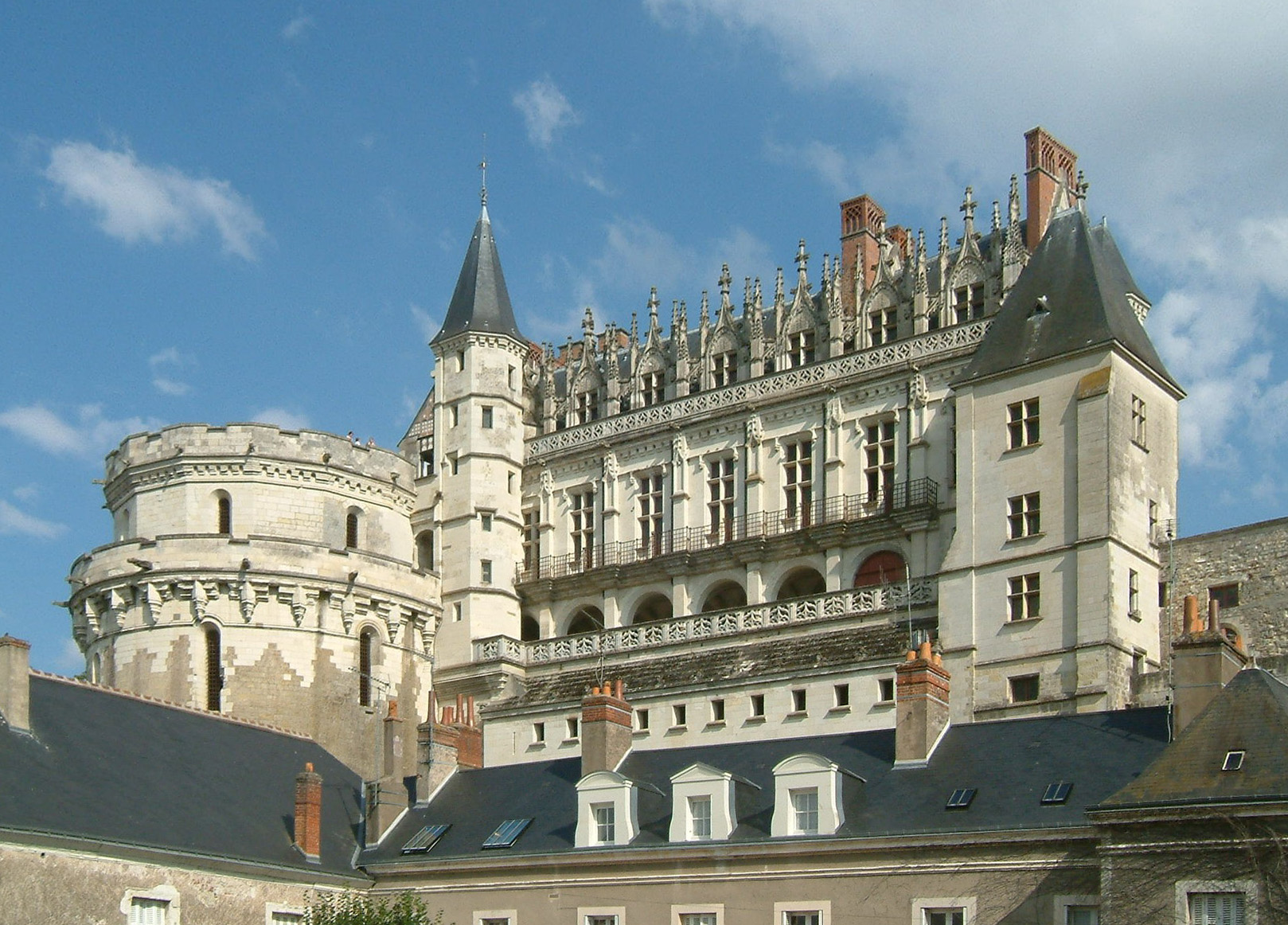
Slottet i Amboise
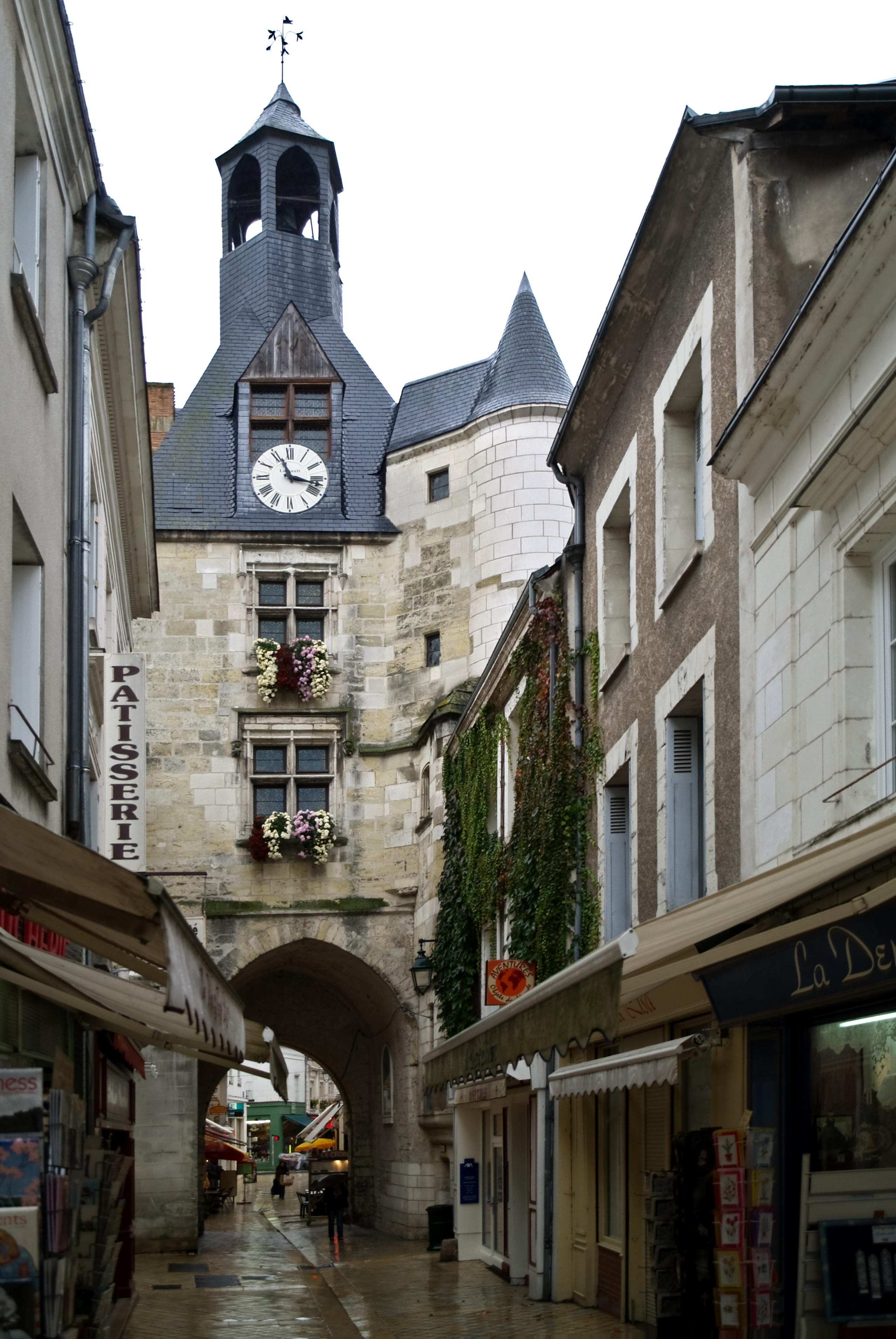
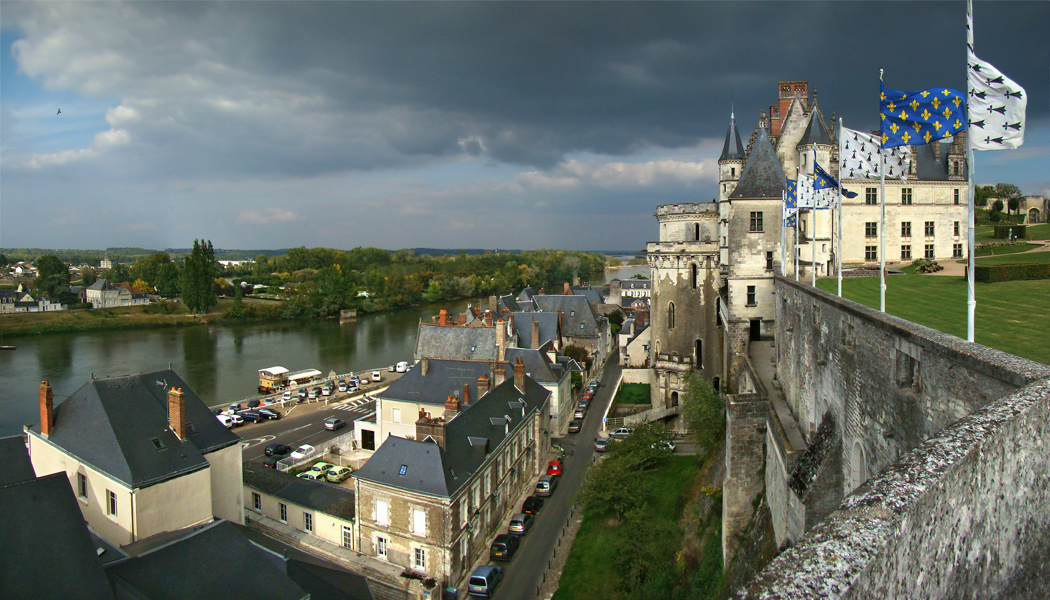